# Marlene Fortunato
Marlene Teixeira Fortunato (Parapuã, 8 de janeiro de 1970) é uma corredora de longa distância brasileira. Ela competiu na maratona feminina nos Jogos Olímpicos de Verão de 2004, realizados em Atenas, na Grécia.